# Herman Bromet
Herman Bromet (ook de voornamen Hermanus Leonard (Hartog) komen voor) (Amsterdam, 1725 - Amsterdam, 1813) was een in Suriname rijk geworden koffiehandelaar van Hoogduits-Joodse origine die in september 1797 werd afgevaardigd naar de Tweede Nationale Vergadering.
De "gelijkstaat der joden", die op 2 september 1796 door de Eerste Nationale Vergadering van de Bataafse Republiek was afgekondigd, maakte het Herman Bromet en Hartog de Hartog Lémon mogelijk om als eerste Joodse volksvertegenwoordigers in Europa zitting in een parlement te nemen. Op 31 augustus 1797 werden Bromet en Lémon in de Tweede Nationale Vergadering beëdigd. 
Beiden waren lid van de Amsterdamse patriottische sociëteit Felix Libertate en de afgescheiden vooruitstrevende Nieuwe Gemeente. Bromet was oprichter van het genootschap en een radicale voorvechter van de Joodse emancipatie. Omdat hij van mening was dat bij de burgerrechten ook plichten hoorden schreef hij de verhandeling "betooge, dat de wapening der joden, zelfs op Sabbath voor de vrijheid der burgerstaat (...) geoorloofd en geboden is".
De compagnon van Bromet, Mozes Salomon Asser, met wie hij in 1795 de Joodse patriottenclub Felix Libertate oprichtte, stond Bromet zeer nabij. Dat gold ook voor Hartog de Hartog Lémon. Beiden waren ook lid van Adath Jessurun.